# شینجی تاکاماتسو
شینجی تاکاماتسو (انگلیسی: Shinji Takamatsu؛ زادهٔ ۳ دسامبر ۱۹۶۱) طراح فیلم‌نامۀ مصور، فیلم‌نامه‌نویس، کارگردان اهل ژاپن است.